# Rossellino Della Tosa
Rossellino Della Tosa (Firenze, 1260 – Firenze, 1330) è stato un politico e nobile italiano, esponente dei guelfi neri e mandante dell'assassinio di Corso Donati.

## Biografia

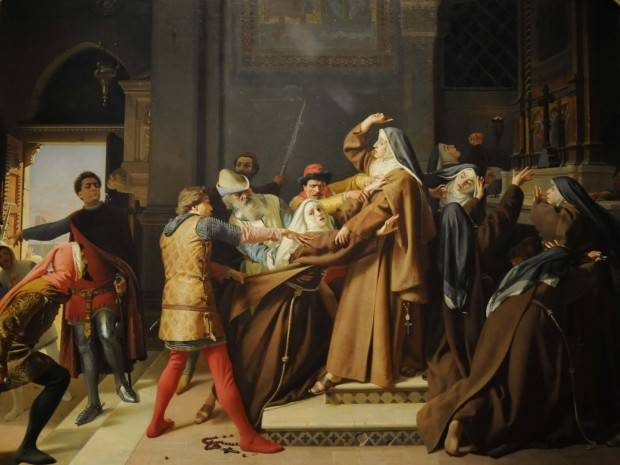
Raffaello Sorbi, Piccarda Donati fatta rapire dal convento di Santa Chiara dal fratello Corso, olio su tela, 1866, Palazzo Pitti.

Rossellino, figlio del cavaliere Arrigo, nacque dalla nobile famiglia Della Tosa a Firenze intorno al 1260 e, secondo Massimo Tarassi, tra il 1285 e il 1288 si sposò con la sorella di Corso Donati, leader dei guelfi neri, Piccarda Donati per un interesse del tutto politico: immortalato da Dante Alighieri in Pd III, vv. 106-108:
(Paradiso III, vv. 106-108)
L'ascesa politica di Rossellino nel gruppo dei guelfi neri e all'interno del Comune di Firenze fu rapida: nel 1291 fu podestà di Montemurlo, nel 1293 di Faenza (grazie al vescovo della città, il suo parente Lottieri della Tosa) ed infine nel 1298 ricoprì lo stesso incarico a Modena. Nel frattempo Rossellino, già divenuto un esponente potente del gruppo dei guelfi neri, si accingeva insieme ai suoi compagni di fazione ad esiliare i membri della controparte bianca grazie all'appoggio di papa Bonifacio VIII e di Carlo di Valois: nell'aprile del 1300, difatti, l'esercito francese capitanato dal fratello di Filippo IV di Francia entrava in Firenze con l'incarico fittizio di paciere fra le due fazioni, ma con lo scopo ben preciso di favorire i neri. 
La situazione politica interna a Firenze, però, non si placò con la cacciata dei bianchi: tra il 1302 e il 1303 i guelfi neri si spaccarono anch'essi in due gruppi: uno facente a capo a Corso Donati, che si atteggiava sempre di più a signore della città alleandosi anche con esponenti toscani del ghibellinismo, ed un'altra che si rifaceva a Rosso della Tosa, zio di Rossellino, intorno alla quale si riunirono la maggior parte dei magnati non intenzionati a veder svanita il sistema oligarchico che reggeva il Comune di Firenze. Per cui, dopo alcuni anni di tensione in città, dopo che Corso manifestò l'intenzione di sposarsi con la figlia del capo dei ghibellini toscani Uguccione della Faggiola, Rossellino della Tosa e gli altri magnati riuscirono a sventarne i piani di dominio su Firenze e ad ucciderlo, come lo stesso Dante narra in Pg XXIV, vv. 84-87:

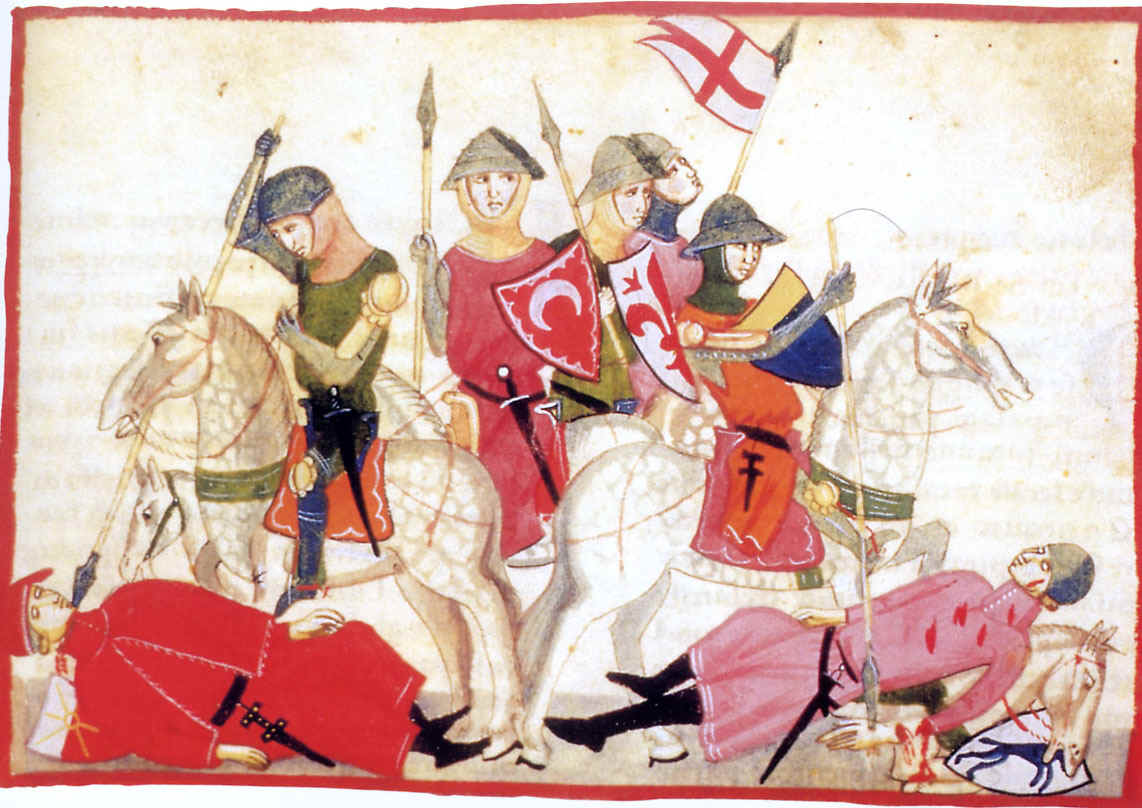
La morte di Corso Donati nel 1308, da un disegno del XIV secolo nella Cronaca di Giovanni Villani.

La bestia ad ogne passo va più ratto,
crescendo sempre, fin ch’ella il percuote,
e lascia il corpo vilmente disfatto.»
(Purgatorio XXIV, vv. 84-87)
Estromesso dal potere insieme a molti altri magnati, Rossellino morì presumibilmente intorno al 1330.